# Fugenlüftung

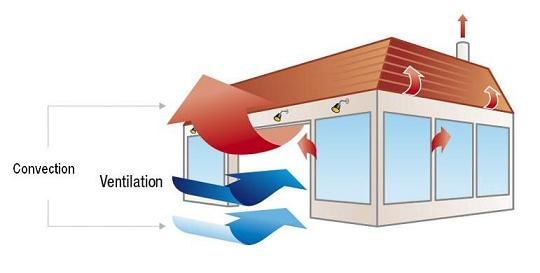
Ein Verkaufsraum mit freier Lüftung durch den offenen Eingang. Durch natürliche Konvektion strömt Außenluft im unteren Bereich ein und Raumluft im oberen Bereich aus. Zusätzlich durch Fugen und Schornstein aus dem Gebäude entweichende Abluft (kleine rote Pfeile) bewirkt den Zustrom weiterer Außenluft, der hier mit Ventilation gekennzeichnet ist.

Fugenlüftung ist eine freie Lüftung, die durch Undichtigkeiten, insbesondere an Türen oder Fenstern, verursacht wird.
Fugenlüftung wird durch Druckunterschiede zwischen innen und außen, die ihre Ursache in Temperaturunterschieden oder Windanfall haben, hervorgerufen. So tritt auf Grund der Konvektion bei niedrigen Außentemperaturen durch obere Fugen warme Luft aus und kalte Luft durch untere Fugen ein. Insbesondere bei hohen Räumen, wie z. B. Treppenhäusern oder Kirchengebäuden, kann der durch Fugenlüftung verursachte Luftwechsel erheblich sein. Die Größe der Fugenfläche in der Gebäudeaußenfläche ist maßgeblich für die Stärke des Luftwechsels.
Für viele Wohnräume, insbesondere bei Altbauten, reicht der Luftwechsel, der durch Fugenlüftung verursacht wird, in der Regel aus, um einen behaglichen Luftzustand zu erreichen. Bei Neubauten mit dichten Fugen ist hingegen eine regelmäßige Fensteröffnung (Stoßlüftung) erforderlich.